# Nesocodon mauritianus
Nesocodon es un género de plantas con flores perteneciente a la familia Campanulaceae. Su única especie es Nesocodon mauritianus, anteriormente conocida  como Wahlenbergia mauritiana, que es endémica de la isla de Mauricio. Produce un néctar rojo que no es común en las plantas de flores, es polinizado por pájaros. 

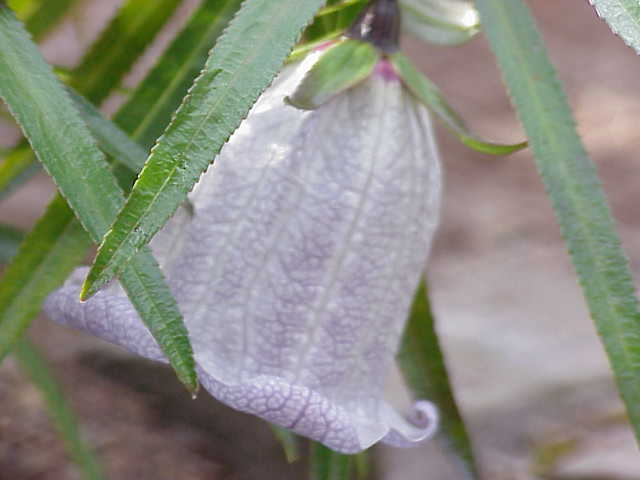
Detalle de la flor

## Descripción
Nesocodon mauritianus es un arbusto cuyas hojas llenan la parte superior de las ramas. Las grandes flores aparecen por separado en las axilas y son laxas. La corona tiene forma de campana, de color azul claro y marcado con venas más oscuras.  El fruto es una cápsula dehiscente  con tres compartimentos.

## Taxonomía
Nesocodon mauritianus fue descrita por (I.Richardson) Thulin y publicado en Kew Bull. 34: 813 1980.
Sinonimia
- Wahlenbergia mauritiana I.Richardson[3][4]